# Georges Thibaut
Pour les articles homonymes, voir Thibaut.
Georges Thibaut, dit Ibrahim-Effendi ou Shawki Ibrahim (Paris, 5 janvier 1795 - Khartoum, 9 novembre 1869), est un explorateur français.

## Biographie
Négociant établi à Khartoum, vice-consul (1829-1869), il participe à trois expéditions pour rechercher les sources du Nil (1839-1842) et remonte le Nil Blanc jusqu’à 6°10' et le Sobat. Il accueille Ferdinand Werne, Louis Sabatier et Joseph-Pons d'Arnaud à qui il sert d'aide-naturaliste (1840-1841) et atteint Gondokoro. 
En 1841-1842, il accompagne d'Arnaud sur le Nil mais doit renoncer à cause d'une épidémie de dysenterie. Il meurt d'une fièvre comme toute sa famille à Khartoum en 1869.

## Publication
- Expédition à la recherche des sources du Nil (1839-1840). Journal de M. Thibaut publié par les soins de M. d'Escayrac de Lauture, 1856